# Olivier Girault
Pour les articles homonymes, voir Girault.
Olivier Girault, né le 22 février 1973 à Pointe-à-Pitre, est un entraîneur et un ancien joueur de handball français, qui évoluait au poste d'ailier gauche. Il fait partie de la génération de joueurs internationaux ayant remporté les trois titres majeurs : un titre mondial (2001), un titre européen (2006) et un titre olympique (2008). Il a été président de la Ligue nationale de handball pendant deux ans et demi.
Le 30 avril 2023, il entre dans le Hall of Fame du handball français.

## Biographie

### Carrière sportive
Capitaine de l'équipe de France aux Jeux olympiques de Pékin en 2008, il enlève pour son dernier match de compétition la médaille d'or du tournoi olympique, le 24 août 2008 au Palais national omnisports où la France bat l'Islande 28-23 en finale. Il commence sa carrière d'entraîneur pour la saison 2008/2009 au Paris Handball.
En 2014, alors retraité depuis six ans, Olivier Girault décide de revenir sur les terrains à 41 ans pour porter les couleurs d'un de ses anciens clubs, le Livry-Gargan HB, en Nationale 2.

### Reconversion dans les médias
Il commente pour France Télévisions les deux finales France-Croatie, celle du mondial masculin 2009 et celle de l'euro masculin 2010, les affiches France-Danemark, finales des championnats du monde de handball 2011 et d'Europe 2014. Il commente aussi les matchs de Jeux olympiques de 2012 dont la victoire en demi-finale de l'Équipe de France face à la Suède. Tous ces matchs ont été commentés en compagnie d'André Garcia.
Il a également été consultant pour Ma Chaîne Sport, beIN Sports avant de cesser sa collaboration en début d'année 2017.
Sur RMC, il participe régulièrement aux Grandes Gueules du Sport et, à partir de janvier 2017, animait l'émission Total Sport chaque dimanche de 18h à 20h en compagnie de Christophe Cessieux avant d'en démissionner le 30 janvier 2018.
En 2013, il obtient une maîtrise en administration des affaires à NEOMA Business School .

### Dirigeant sportif
Olivier Girault se lance dans la course à la Présidence de la Ligue nationale de handball pour 2018 et est élu le 3 février 2018 face au président sortant, Philippe Bernat-Salles, pourtant en poste depuis 2010.
En 2020, il se présente à la présidence de la Fédération française de handball et démissionne de la Ligue nationale de handball le 7 août 2020, étant remplacé par David Tebib. Lors de ce scrutin, la liste de Girault (La Relance) ne récolte que 9,95 % des suffrages exprimés, derrière Philippe Bana (57,5%), et Jean-Pierre Feuillan (32,5 %).
Le 22 décembre 2021, Jean-Michel Blanquer, ministre de l'Éducation nationale, de la Jeunesse et des Sports et président de l'Union nationale du sport scolaire (UNSS), nomme Olivier Girault directeur de l'UNSS, alors qu'il était placé en dernière position après l’oral de cinq candidats,.

### Enquête judiciaire
Le 11 février 2025, Élisabeth Borne, successeur de Jean-Michel Blanquer, prononce sa mise à pied. Cette décision fait suite à différents articles dénonçant des failles dans la gestion financière de l'UNSS.
Le 13 mars 2025, dans un courrier adressé à l'ensemble de la communauté éducative, daté du 17 mars 2025, la ministre de l'Éducation nationale, le l'Enseignement supérieur et de la Recherche, Élisabeth Borne, annonce le licenciement d'Olivier Girault de façon définitive de son poste de directeur national de l'UNSS, à la suite de l'enquête administrative ouverte sur la gestion financière de l'UNSS. En mai 2025, une enquête judiciaire est ouverte par le parquet de Paris pour de possibles faits de favoritisme, d'abus de confiance et de harcèlement. 

## Palmarès

### Club
- Vice-champion de France en 2005
- Vainqueur de la Coupe de France en 2007
- Finaliste de la Coupe de France en 2001 et 2008
- Finaliste de la Coupe de la Ligue en 2005 et 2006

### Équipe nationale
- Jeux olympiques[14]
  -  Médaille d'or aux Jeux olympiques de 2008 à Pékin,  Chine
  - 5e place aux Jeux olympiques de 2004 à Athènes,  Grèce
  - 6e place aux Jeux olympiques de 2000 à Sydney,  Australie
- Championnats du monde
  -  Champion du monde 2001,  France
  -  Médaille de bronze au Championnat du monde 2003 ,  Portugal
  -  Médaille de bronze au Championnat du monde 2005 ,  Tunisie
  - 4e place au Championnat du monde 2007,  Allemagne
- Championnat d'Europe
  -  Médaille d'or au Championnat d'Europe 2006,  Suisse
  -  Médaille de bronze au Championnat d'Europe 2008,  Norvège

### Entraîneur
- Vainqueur du Championnat de France de Division 2 en 2010

## Distinctions
- élu meilleur ailier gauche du Championnat de France (2) : 1997-1998, 2001-2002
- Chevalier de la Légion d'honneur en 2008[15]